# Berlin Syndrome - In ostaggio
Berlin Syndrome - In ostaggio (Berlin Syndrome) è un film del 2017 diretto da Cate Shortland.

## Trama
Clare, giovane fotografa, si reca in Germania, dove incontra un ragazzo attraente, Andi. Svegliandosi dopo una notte di passione, Clare capisce che Andi l'ha chiusa nell'appartamento e non la lascerà più andare.

## Produzione e distribuzione
Pellicola australiano-francese sceneggiata da Shaun Grant, basata sul romanzo omonimo di Melanie Joosten, è stata interpretata da Teresa Palmer e Max Riemelt. Il film è stato presentato in anteprima mondiale al Sundance Film Festival il 20 gennaio 2017 ed è uscito in Australia il 20 aprile 2017.